# Черёмуха поздняя

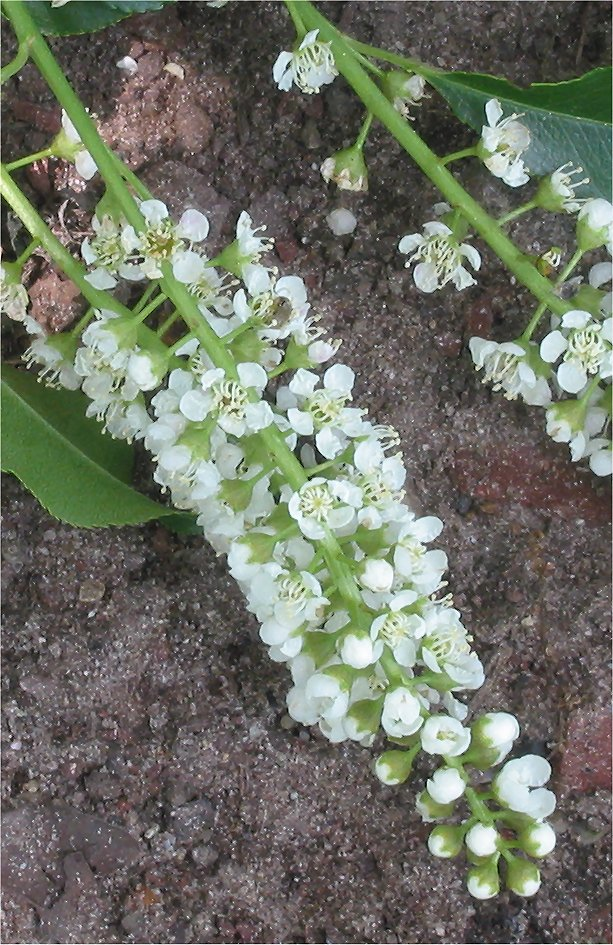
Цветок черёмухи поздней

Черёмуха по́здняя, или америка́нская ви́шня (лат. Prúnus serótina) — растение, дерево рода слива семейства Розовые родом из Северной Америки. В лесу легко идентифицируется по «бумажной», тёмно-красной коре с глубокими бороздами.

## Морфология
Листопадное дерево высотой 18-27 м, с правильной овальной густой кроной, быстрорастущее. Ствол длинный, прямой. Кора молодых деревьев гладкая, с многочисленными короткими, узкими, горизонтально направленными чечевичками (линзообразными рыхлыми бугорками), напоминает берёзовую. С возрастом кора становится очень тёмной, почти чёрной, рыхлой, разделённой на маленькие, грубые, неправильной формы пластинки. Ветки свисающие, тонкие, красновато-коричневые, иногда покрыты серым эридермисом, имеют отчётливый горький запах и вкус миндаля. Почки очень маленькие, покрыты блестящими, красновато-коричневыми или зеленоватыми чешуйками. Листовые рубцы мелкие и полукруглые с тремя рубцами от пучка сосудов.
Листья очередные, простые, 6-14 см длиной, овальные либо ланцетовидные, на краях мелкозубчатые, имеют очень мелкие неприметные железы на черешке, сверху тёмно-зелёные и блестящие, снизу бледные, обычно с густым, желтовато-коричневым, иногда белым опушением вдоль средней жилки. Осенью листья окрашиваются в жёлто-оранжевые тона и позднее опадают. Цветки около 8 мм в диаметре, белые, повислые, ароматные, собраны в кисть 6-15 см длиной, появляются в мае.
Плод — багрянисто-красная круглая костянка около 1 см в диаметре, в зрелом виде почти чёрная, с горьковато-сладким и вяжущим вкусом, созревает в конце лета, съедобная.
Имеет близкое родство с черёмухой виргинской (Prunus virginiana), от неё отличается более крупными листьями и плодами. Плоды у черёмухи поздней чёрного цвета.

## Распространение
В природе растёт в восточной части Северной Америки: на севере ареал ограничен южной частью канадских провинций Онтарио и Квебек, на юге центральной частью американских штатов Флориды и Техаса. Отдельные популяции в штатах Аризона и Нью-Мексико, встречается также в горах Мексики и Гватемалы. Пионерный вид, расселяется на лишённой растительности территории. На Среднем Западе растёт на заброшенных полях вместе с другими светолюбивыми растениями: американским орехом (Juglans nigra), белой акацией (Robinia pseudoacacia) и каркасом (Celtis).

## Экология
Предпочитает глубокие, сырые, плодородные почвы. Толерантна к солёным почвам и может выдержать засуху. Светолюбива, но может частично оставаться в тени. Страдает от гусениц американской белой бабочки (Hyphantria cunea) и американских коконопрядов (Malacosoma americanum). Ягодами питаются многие птицы. Считается недолгоживущим деревом для своего размера. На продолжительность жизни в частности влияет ломкость ветвей, которые легко ломаются при сильном ветре или снегопадах. Некоторые рекомендуют вырубать, или хотя бы оградить деревья там, где их листва опадает на пастбища домашнего скота, так как гниющие листья выделяют цианид, который может погубить целое стадо.

## Использование
Древесина, известная как «вишня», широко используется для изготовления высококачественной мебели. Известна своим насыщенным красным цветом и высокой ценой. Из ягод черемухи поздней готовят варенье и начинку для пирогов.